# Data Distribution Service
O Data Distribution System (DDS, "Sistema de Distribuição de Dados" em inglês) é um padrão machine to machine (às vezes chamado de middleware) do Object Management Group (OMG) que visa permitir uma troca de dados escalável, em tempo real, confiável, de alto desempenho e interoperável usando um padrão de publish-subscribe. DDS atende as necessidades de aplicações como mercado financeiro, controle de tráfego aéreo, gestão de redes elétricas inteligentes, e outras aplicações de big data. O padrão é usado em aplicações tais como sistemas operacionais de smartphones, sistemas de transporte e veículos, rádio definido por software, e por prestadores de cuidados de saúde. O DDS também está sendo impulsionado para uso na internet das coisas e na robótica.

## História
Alguns sistemas proprietários de DDS têm estado disponíveis há vários anos. Começando em 2001, a Real-Time Innovations e o Thales Group se uniram para criar a especificação DDS, que foi posteriormente aprovada pelo Object Management Group (OMG), o que resultou na versão 1.0, publicada em dezembro de 2004. A versão 1.1 foi publicada em dezembro de 2005, a 1.2, em janeiro de 2007, e a 1.4 em abril de 2015.
O DDS é coberto por várias patentes norte-americanas, entre outras.
A especificação DDS descreve dois níveis de interfaces:
- Um nível mais baixo, centralizado em dados, o publish-subscribe (DCPS), que é feito para a entrega eficiente de informações adequadas para os destinatários adequados.
- Uma camada opcional mais alta de reconstrução de dados (DLRL), que permite uma integração simples de DDS com a camada de aplicação.

A partir da versão 1.4 em 2015, a camada opcional DLRL foi movida para uma outra especificação.

### Disponibilidade
| Empresa               | Produto           | Download                                 | Código-Fonte                 | Licença                                    |
| --------------------- | ----------------- | ---------------------------------------- | ---------------------------- | ------------------------------------------ |
| OCI                   | OpenDDS           | Windows/Linux/Solaris/MacOSX             | GitHub                       | Código aberto, sem custos de licenciamento |
| Real-Time Innovations | Connext DDS       | RTI DDS Download                         |                              | Licenças para a comunidade e comercial     |
| PrismTech             | Vortex OpenSplice | Vortex OpenSplice, DDS Community Edition | DDS Community Edition GitHub | Código aberto, LGPLv3                      |